# 엘리너 대시우드
엘리너 대시우드(영어: Elinor Dashwood)는 제인 오스틴의 소설 《이성과 감성》의 주인공이다. 신중하고 두려움이 많은 성격으로 제목의 '이성'을 상징하는 인물이다. 수줍은 귀족 에드워드 페러스와 몇 번의 밀고당김 끝에 결혼한다.
1995년작 영화 《센스 앤 센서빌리티》에서는 에마 톰슨이 연기했다. 2008년작 미니시리즈 《이성과 감성》에서는 해티 모러핸이 연기했다.

## 담당 배우

### 영화
- 센스 앤 센서빌리티(1995) - 에마 톰슨
- 프롬 프라다 투 나다(2003) - 커밀라 벨(노라 도밍게스)

### TV 드라마
- 이성과 감성(1981) - 아이린 리처즈
- 이성과 감성(2008) - 해티 모러핸

### 라디오 드라마
- BBC 라디오 이성과 감성(2013) - 어맨다 헤일